# ولیکی وره، کیرکولن
ولیکی وره، کیرکولن (به لاتین: Veliki Vrh, Cirkulane) یک زیستگاه انسانی در اسلوونی است که در Cirkulane Municipality واقع شده‌است.

## خصوصیات
ولیکی وره ۲٫۷۱ کیلومترمربع مساحت و ۱۰۱ نفر جمعیت دارد و ۳۳۳٫۲ متر بالاتر از سطح دریا واقع شده‌است.